# Labarthe-sur-Lèze
Labarthe-sur-Lèze là một xã thuộc tỉnh Haute-Garonne trong vùng Occitanie tây nam nước Pháp. Xã này nằm ở khu vực có độ cao trung bình mét trên mực nước biển.
The Lèze tạo thành một phần ranh giới phía nam thị trấn, chảy theo hướng bắc qua phía đông thị trấn, sau đó chảy vào sông Ariège.